# ゆとりノベライズ
『ゆとりノベライズ』は、渡辺伊織による日本の4コマ漫画。『まんがタイム』（芳文社）2012年12月号から2013年3月号までゲスト掲載の後、同年4月号より2015年12月号まで連載された。

## 概要
新人ライトノベル（ラノベ）作家の都ゆとり、人気ラノベ作家の里美嵐の2人の女性の姿を通して、ラノベ作家の日常とゆとりの成長を描く。
実在のラノベ作家では単行本ではあかほりさとるが第1巻の帯で、また更伊俊介、むらさきゆきやがTwitterを通じて推薦コメントを寄せている。

## キャラクター
都ゆとり（みやこ ゆとり）
新人ラノベ作家の23歳。本名は「町村由香里（まちむら ゆかり）」。
父の反対を押し切って上京。その後、商業デビューを果たすが、処女作『リメンバーズ』はわずか2巻で打ち切られてしまう。落ち込むゆとりに、嵐がその中に光る彼女の秘めた才能を見出し、直接アドバイスしたのが最初の出会いだった。以降はいろいろ目をかけてくれる嵐を尊敬し、作家としての将来の目標と位置づけているが、プライベートではあまりのウザさに鬱陶しく思うことも。
性格はネガティブで、一度落ち込むとなかなか元に戻れない。作風は学園ファンタジーものがメインで、特に第3作となる『学園銀河』は少女向け作品となっている。
キャラクターの参考となったのは森田季節。
里美嵐（さとみ あらし）
人気ラノベ作家。特に女子高生異能バトルもの『鋼鉄のセイレーン』はテレビアニメ化もされている。本名不詳で、人物像も世間には公表していないためにファンの中には男性だと思っている人もいる。
一見は豪快な性格だが実は内弁慶。人付き合いも苦手で、慕ってくれるゆとりに対して先輩風を吹かせまくる。巨乳の持ち主。
キャラクターの参考となったのは赤松中学。
粟島ニア（あわしま ニア）
嵐の『鋼鉄のセイレーン』の挿絵を担当する女性イラストレーター。ゆとりの上京前は嵐の唯一の知り合いだった。
嵐の紹介で知り合ったゆとりの成長を微笑ましく見つめる。
半田（はんだ）
ゆとり・嵐共通の「GLX（ギャラクシー）文庫」編集担当の男性。さわやかな笑顔で作品のダメ出しをする。
叶（かのう）
ゆとりが新たに執筆する『学園銀河』のレーベルである「TW（トゥインクル）文庫」編集担当の女性。
桜木ミツヒ（さくらぎ ミツヒ）
現役女子高校生作家。ウェブ小説出身で、デビュー作はゆとりのそれより売り上げが上回るほどの人気。ゆとりのライバルとなる。
佐久間賢吾（さくま けんご）
ゆとりの大学時代のサークル仲間で、現在は営業職。街で再会したゆとりがプロ作家デビューしたと聞いて驚き、以降ゆとりの数少ない友人のひとりとして相談相手になっている。

## 書籍情報
- 渡辺伊織『ゆとりノベライズ』 芳文社〈まんがタイムコミックス〉、既刊2巻（2015年3月7日現在）
  1. 2015年2月22日初刷発行（2015年2月6日発売）、ISBN 978-4-8322-6877-7
  2. 2015年3月22日初刷発行（2012年3月7日発売）、ISBN 978-4-8322-5365-0